# NGC 4222
NGC 4222 est une galaxie spirale relativement rapprochée, vue par la tranche et située dans la constellation de la Chevelure de Bérénice. NGC 4222 a été découverte par l'astronome germano-britannique William Herschel en 1784.

## Caractéristiques
La classe de luminosité de NGC 4222 est IV et elle présente une large raie HI. Elle renferme également des régions d'hydrogène ionisé. NGC 4216 et NGC 4222 faisaient partie des galaxies étudiées lors du relevé de l'hydrogène neutre de l'amas de la Vierge par le Very Large Array. Les résultats de cette étude sont sur cette page du site du VLA.

### Distance
Sa vitesse par rapport au fond diffus cosmologique est de 564 ± 23 km/s, ce qui correspond à une distance de Hubble de 8,32 ± 0,68 Mpc (∼27,1 millions d'al).
À ce jour, 13 mesures non basées sur le décalage vers le rouge (redshift) donnent une distance de 22,985 ± 5,155 Mpc (∼75 millions d'al), ce qui est à l'extérieur des valeurs de la distance de Hubble.  Cette galaxie, comme plusieurs de l'amas de la Vierge, est trop rapprochée du Groupe local et on ne peut calculer sa distance en utilisant la loi de Hubble-Lemaître en raison de son mouvement propre dans le groupe ou l'amas où elle se trouve. Notons que c'est avec les mesures des valeurs indépendantes, lorsqu'elles existent, que la base de données NASA/IPAC calcule le diamètre d'une galaxie.

## Amas de la Vierge
La désignation VCC 187 (Virgo Cluster Catalog) indique que cette galaxie fait partie de l'amas de la Vierge.